# Wahl zum Repräsentantenhaus in Nigeria 1959
Die ersten bundesweiten Parlamentswahlen in Nigeria  fanden am 12. Dezember 1959 statt.
Das Ergebnis war ein deutlicher Sieg für die Northern People’s Congress, welche insgesamt 134 von den 312 Sitzen im Abgeordnetenhaus gewann. Er bildete sich eine Koalition mit fünf weiteren Parteien und zwei Unabhängigen, die zusammen insgesamt 148 Sitze hielten. Die Wahlbeteiligung lag bei 79,5 %.

## Ergebnisse
| Partei                                         | Anteil  | Sitze |
| ---------------------------------------------- | ------- | ----- |
| Northern People’s Congress*                    | 42,68 % | 134   |
| National Council of Nigeria and the Cameroons† | 28,03 % | 81    |
| Action Group‡                                  | 23,25 % | 73    |
| Mabolaje Grand Alliance*                       | 1,91 %  | 6     |
| Northern Elements Progressive Union†           | 2,55 %  | 8     |
| Igala Union*                                   | 1,27 %  | 4     |
| Unabhängige‡                                   | 0,64 %  | 2     |
| Unabhängige*                                   | 0,64 %  | 2     |
| Igbira Tribal Union*                           | 0,32 %  | 1     |
| Niger Delta Congress*                          | 0,32 %  | 1     |
| Total                                          | 100 %   | 314   |

* Northern People’s Congress-geführte Koalition (148 Sitze)
† National-Council-of-Nigeria-and-the-Cameroons-geführte Koalition (89 Sitze)
‡ Action-Group-geführte Koalition (75 Sitze)